# Patricia Hall
Patricia Hall (Jamaica, 16 de octubre de 1982) es una atleta jamaicana especializada en la prueba de 4x400 m, en la que consiguió ser subcampeona mundial en pista cubierta en 2014.

## Carrera deportiva
En el Campeonato Mundial de Atletismo en Pista Cubierta de 2014 ganó la medalla de plata en los relevos de 4x400 metros, llegando a meta en un tiempo de 3:26.54 segundos que fue récord nacional, tras Estados Unidos (oro) y por delante de Reino Unido (bronce).